# Meckifrisur

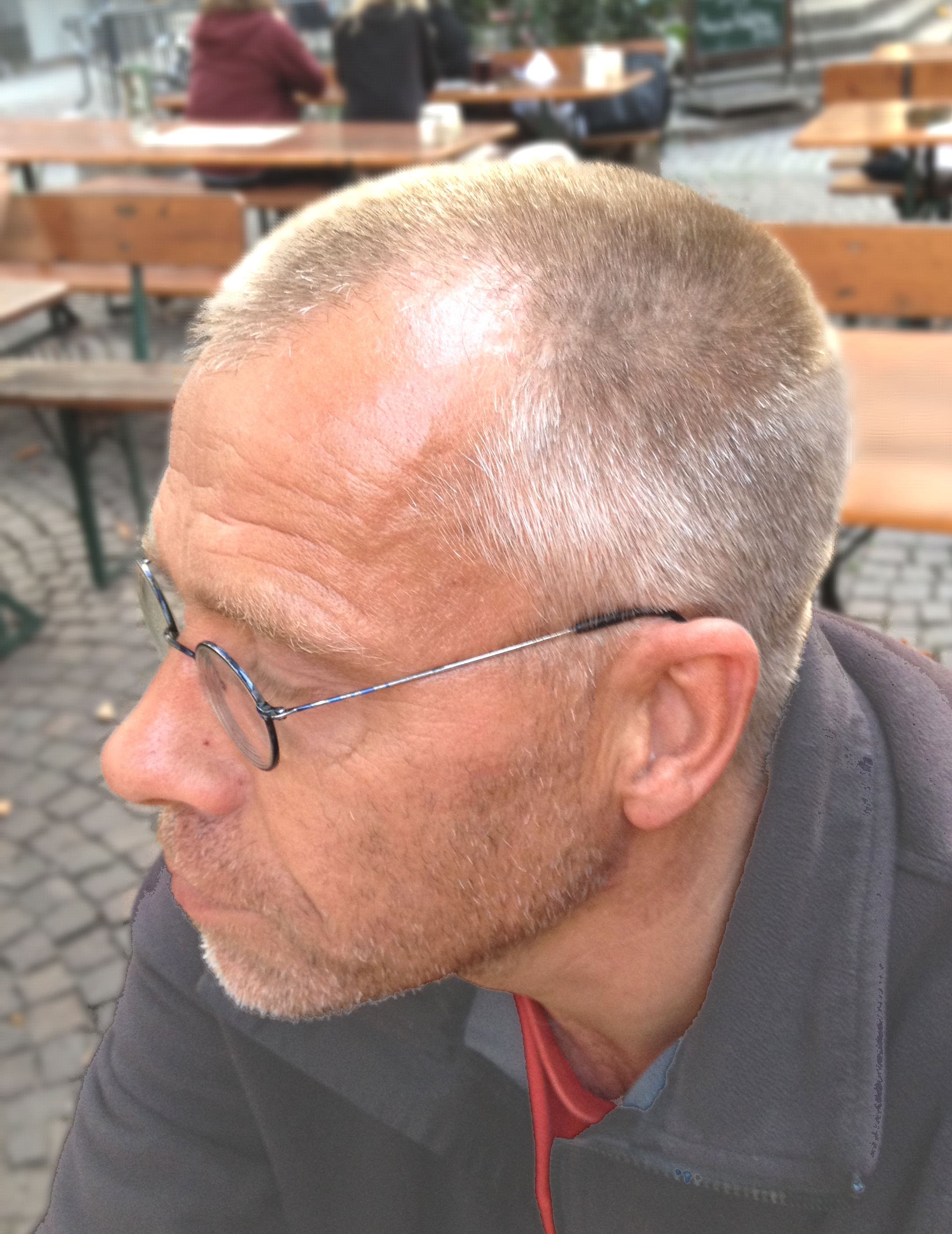
Meckifrisur

Die Meckifrisur oder der Igelschnitt, auch als Stiftelkopf geläufig, ist ein Kurzhaarschnitt, bei dem alle Haare auf die gleiche Haarlänge geschnitten werden. Er ist nicht zu verwechseln mit Kahlrasuren (Glatze). Namensvater der Frisur ist der Igel Mecki, eine Comicfigur aus der Zeitschrift Hörzu.
Eine feste Haarlänge ist nicht definiert, in der Regel beträgt sie zwischen 0,3 und 3 cm. Die Frisur ist nur für glattes Haar geeignet, da die Haare grundsätzlich ohne Hilfsmittel gleichmäßig vom Kopf abstehen sollen. Geschnitten wird sie zumeist mit der Haarschneidemaschine unter Zuhilfenahme eines Kamms. Einige Friseure schneiden aber auch mit der Haarschere, insbesondere dann, wenn der Kunde eine längere Haarlänge wünscht.
Der Haarschnitt wurde vor allem durch die GIs im Nachkriegsdeutschland allgemein bekannt. Wie alle militärischen Kurzhaarschnitte ist der Haarschnitt besonders pflegeleicht.
In den 1980er Jahren wurde der Igelschnitt oftmals in Variationen mit hinten etwas längeren Haaren oder mit mittigem „Haarschwänzchen“, zum Teil auch mit weit ins Gesicht fallendem Pony, getragen und oft auch mit Haargel oder Schaumfestiger stabilisiert.